# (14697) Ronsawyer
(14697) Ronsawyer (2000 AO214) – planetoida z pasa głównego asteroid okrążająca Słońce w ciągu 3,29 lat w średniej odległości 2,21 j.a. Odkryta 6 stycznia 2000 roku.